# Václav Apolinarius Růžička
Václav Apolinarius Růžička (případně též Apollinarius, 8. září 1757, Jaroměřice nad Rokytnou – 21. června 1823, Vídeň) byl český hudebník.

## Biografie
Václav Apolinarius Růžička se narodil v roce 1757 v Jaroměřicích nad Rokytnou, jeho otcem byl místní nadučitel, který svého syna hudebně vzdělával. V roce 1771 odešel do Vídně studovat hudbu, tam si také přivydělával jako učitel hudby. V roce 1783 se stal houslistou vídeňské lidové scény, v roce 1792 začal pracovat jako příručí dvorního varhaníka a v roce 1793 se stal sám dvorním varhaníkem. Působil také jako violista dvorního divadla, varhaník dvorní kaple a sbormistr dvorní kapely. Vzdělával i Franze Schuberta.